# Dorfkirche Klein Rossau

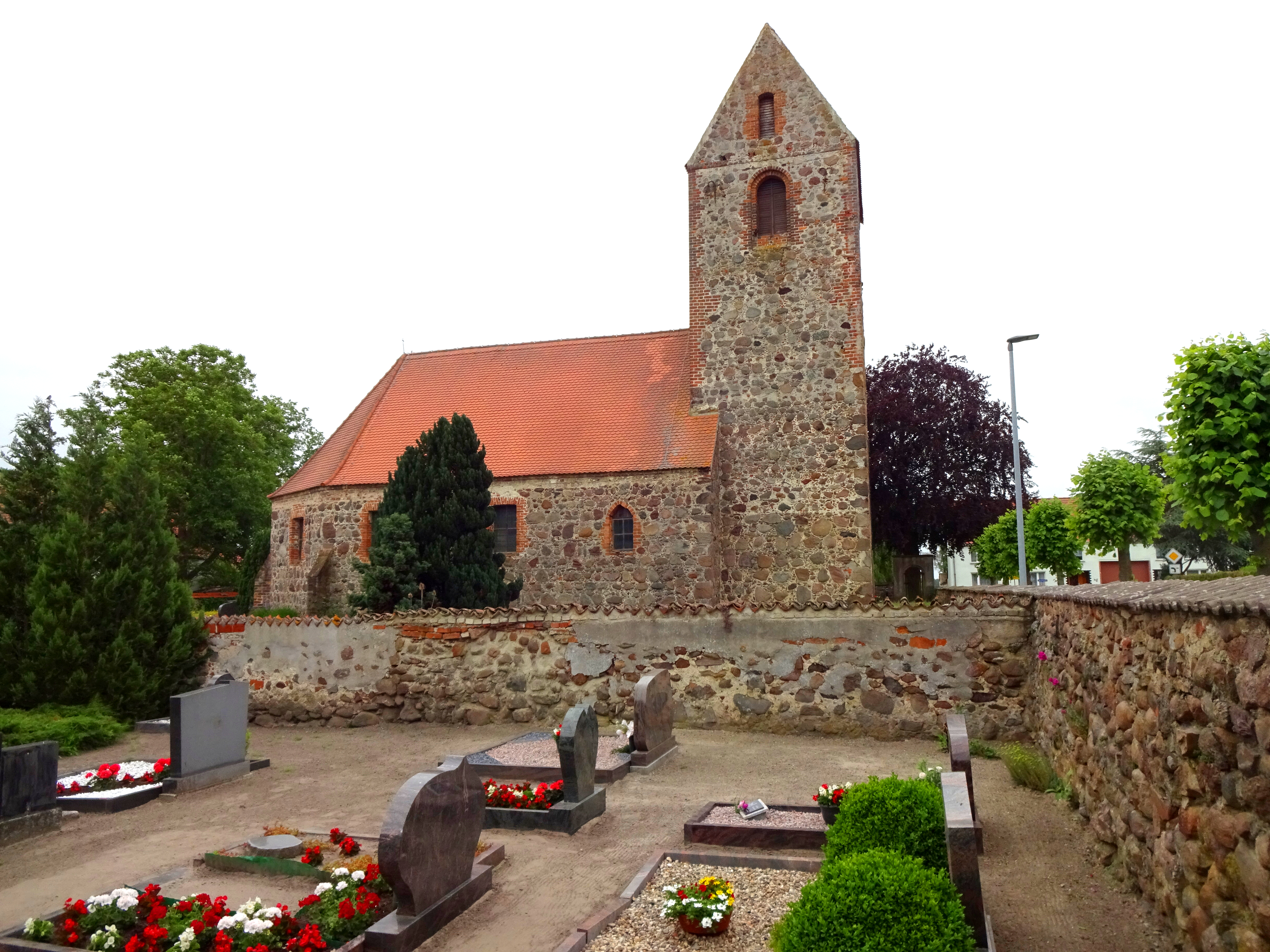
Kirche in Klein Rossau

Die evangelische Dorfkirche Klein Rossau ist eine gotische Saalkirche im Ortsteil Klein Rossau von Osterburg (Altmark) im Landkreis Stendal in Sachsen-Anhalt. Sie gehört zum Pfarrbereich Kossebau im Kirchenkreis Stendal der Evangelischen Kirche in Mitteldeutschland.

## Geschichte und Architektur
Die Kirche ist eine gotische Saalkirche mit dreiseitig geschlossenem Schiff und schmalerem Westquerturm aus der Mitte des 15. Jahrhunderts, das in Feldstein in unregelmäßigem, malerisch wirkendem Mauerwerk erbaut wurde. Portale sind an der Südseite angeordnet, die ursprünglich spitzbogigen, zu großen Teilen im Jahr 1708 (nach einer Datierung an der Traufe) rechteckig veränderten Fenster sind in Backstein ausgemauert. An der Südseite erschließt ein spätgotisches Gemeindeportal mit einem von Spitzbogen überfangenem Segmentbogen in einem rechteckigen Mauervorsprung das Innere. Die schlichte segmentbogige Priesterpforte stammt aus dem 19. Jahrhundert. Ein hoher rechteckiger Westturm mit backsteingerahmten Schallöffnungen akzentuiert das Bauwerk.
Das anspruchslose Innere ist insbesondere durch die erhaltenen Wandmalereien beachtenswert, die in den Jahren 1961/62 freigelegt und gesichert wurden, jedoch heute in weiten Partien ausgebleicht sind. Sie zeigen über einem mit Tüchern bemalten Sockelgeschoss ein die Nord-, Ost- und Südwand umziehendes Rankengerüst mit einzelnen, stehend rechteckigen, durch breite Rahmen mit Ranken abgegrenzten, fast quadratischen Einzelfeldern mit Szenenfolgen.
Auf der Südseite sind die Genesis (obere Reihe) und die Kindheitsgeschichte Jesu (untere Reihe) dargestellt; auf der Nordseite die Passion Christi, die durch die veränderten Fenster leicht gestört ist; das erhaltene westliche Spitzbogenfenster der Nordseite zeigt, wie die Fenster ursprünglich in das System der Ausmalung einbezogen waren. Am Westende der Längswände und an der Westwand sind große Heiligenbilder erhalten, die Georg, den Erzengel Michael, Katharina und Barbara sowie zwei weitere Heilige ohne Attribute und Christophorus darstellen.

## Ausstattung
Eine schlichte bauzeitliche Sakramentsnische ist mit originalem Türblatt und Beschlägen versehen. Der Kanzelkorb, ein Fragment des ehemaligen Kanzelaltars, stammt aus der Zeit um 1790; der romanisierende Orgelprospekt ist ein Werk aus der zweiten Hälfte des 19. Jahrhunderts.
Außen wird das Gelände durch zwei spätmittelalterliche Friedhofsportale erschlossen; das Hauptportal ist in Backstein mit segmentbogiger Durchfahrt und rundbogiger Fußgängerpforte ausgeführt.